# 李景昭
李景昭（1921年—1990年9月16日），河南南乐人。中华人民共和国政治人物。
早年担任东北军区军工部科长。中华人民共和国成立后，历任东北兵工局处长，建筑工程部第二工业设备安装公司党委书记兼经理。1962年，担任建筑工程部渤海工程局、第二工程局党委书记兼局长。后升任中华人民共和国建筑工程部副部长，国家建委副主任。